# سيلما لوبيز
سيلما لوبيز (بالإسبانية: Silma López) هي ممثلة إسبانية، ولدت في 3 يوليو 1991 في مدريد في إسبانيا.

## روابط خارجية
- Silma López على موقع IMDb (الإنجليزية)
- Silma López على موقع قاعدة بيانات الفيلم (الإنجليزية)